# Vigna lozanii
Vigna lozanii là một loài thực vật có hoa trong họ Đậu. Loài này được (Rose) Lackey ex McVaugh miêu tả khoa học đầu tiên năm 1987.